# Lucia Traversa
Lucia Traversa (ur. 31 maja 1965 w Rzymie) – włoska florecistka, srebrna medalistka olimpijska i dwukrotna medalistka mistrzostw świata.
Podczas igrzysk olimpijskich w Los Angeles w 1984 roku razem z koleżankami z reprezentacji zajęła czwarte miejsce w turnieju drużynowym. Indywidualnie nie starowała. Brała również udział w igrzyskach olimpijskich w Seulu w 1988 roku, gdzie reprezentacja Włoch w składzie: Dorina Vaccaroni, Margherita Zalaffi, Francesca Bortolozzi, Lucia Traversa i Annapia Gandolfi zdobyła drużynowo srebrny medal. W zawodach indywidualnych ponownie nie startowała.
Na mistrzostwach świata w Sofii w 1986 roku wspólnie z Margheritą Zalaffi, Annapią Gandolfi i Giovanną Trillini wywalczyła srebrny medal. W tej samej konkurencji razem z Giovanną Trillini, Margheritą Zalaffi i Doriną Vaccaroni zdobyła złoty medal podczas mistrzostw świata w Lyonie w 1990 roku.
Zdobyła brązowy medal indywidualnie na mistrzostwach Europy w Wiedniu w 1991 roku.